# Rêves de canari
Pour plus de détails, voir Fiche technique et Distribution.
Rêves de canari (Tweet Dreams) est un dessin animé de la série Looney Tunes réalisé par Friz Freleng et sorti en 1959.